# Павутиння

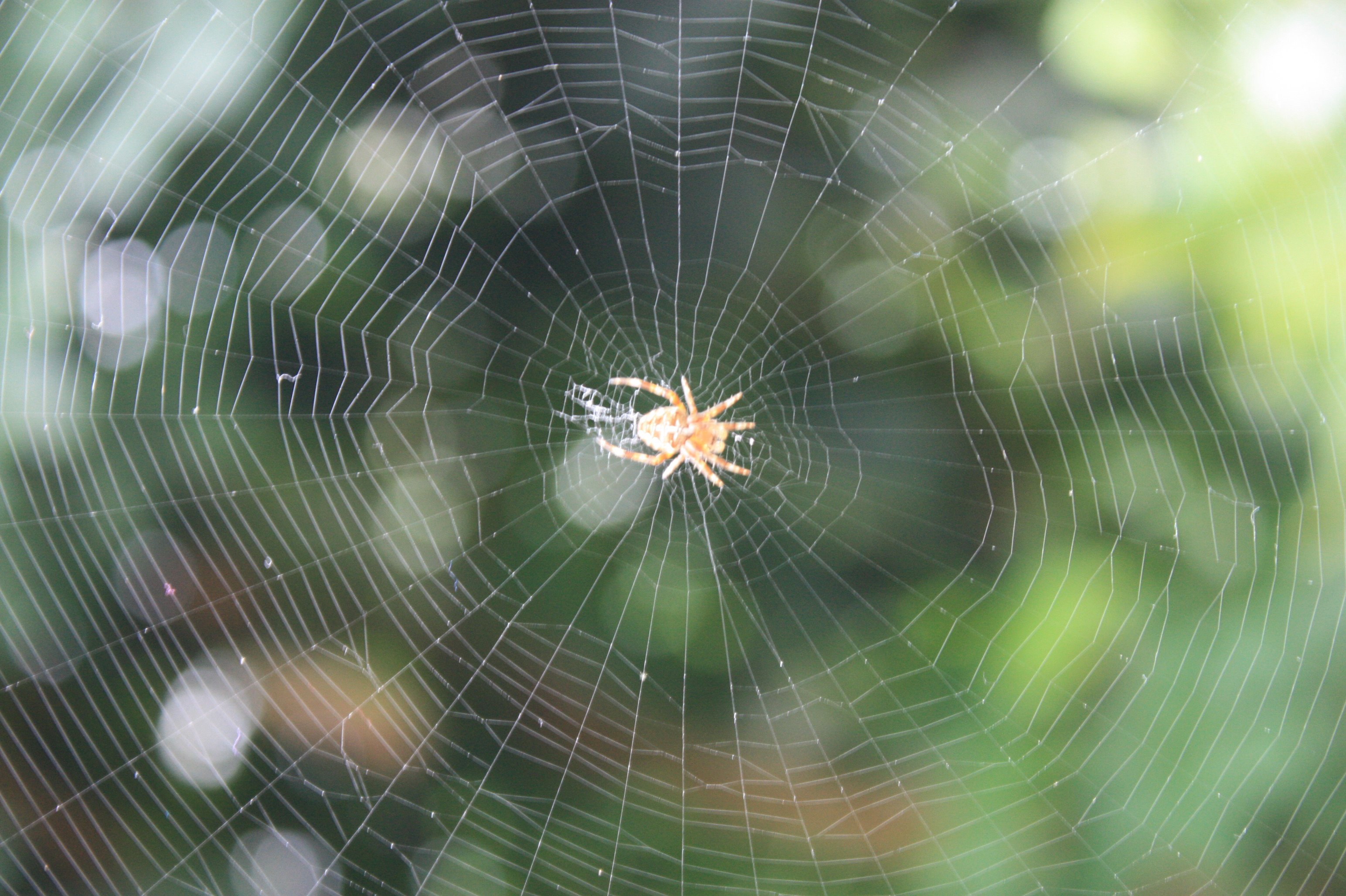

Павутиння — мережа, побудована павуками з павутини, що складається з ловчої спіральної нитки, допоміжної спіралі і радіальної нитки.

## Форми мереж
У нижчих павуків павутиння досить просте (наприклад, у павука Сізіфів терідіон), у вищих воно має досить складну будову: радіальні жорсткі нитки та більш м'які спіралеподібні, покриті дрібними краплями клейкої рідини. Павук, побудувавши мережу, ховається на ній або поруч, тримаючись лапками за спеціальну сигнальну нитку і вловлюючи вібрації від здобичі, що приклеїлася і пручається.
Деякі аранеоморфні павуки (наприклад, з сімейства Uloboridae) вплітають у свої ловчі мережі добре видимі волокна, що формують малюнок у формі спіралей, зигзагів або хрестів. Встановлено, що здобич в такі мережі попадеться частіше. Але такі візерунки на павутині також залучають і хижаків, тобто крім користі для павука візерунки несуть і підвищену небезпеку.
В основному у павуків мережа має правильну форму (наприклад, вони сплітають її по колу). У деяких павуків, наприклад, у каракуртів, мережа неправильної форми.

## Дії павуків
Якщо в павутиння потрапляє сторонній предмет (гілочка, листочок), павук обстежує його, відокремлює від павутини і викидає, в разі необхідності відновлюючи пошкодження мережі.
Велика частина павуків проявляє високий ступінь внутрішньовидової агресії і не допускає інших павуків на свою мережу, захищаючи її як особисту територію, але у соціальних павуків зустрічаються загальні мережі, що досягають площі кількох десятків квадратних метрів.